# 日野繭子
日野 繭子（ひの まゆこ、1959年1月24日 - ）は、日本のミュージシャン、鍼灸師、女優。女性ノイズバンド「DFH-M3」メンバー。

## 経歴
東京都中野区の生まれ。昭和女子大付属高等学校卒業後、アングラ劇団や、あがた森魚のコンサートに歌と踊りで出演。1978年、『性愛占星術 SEX味くらべ』で映画女優デビュー。小柄な体躯から「親指マユコ」「ピンクの妖精」と呼ばれた。1984年、リンパ性結核を患い療養。1989年10月、劇団ホモ・フィクタリス『リボン・惑星・涙の木』（作・芥正彦）に出演。
1989年、長谷川洋らとノイズバンド「C.C.C.C.」を結成し、ジャパニーズ・ノイズ黎明期を支えた。

## ディスコグラフィー

### C.C.C.C.
- Reflexive Universe (1991年)
- Cosmic Coincidence Control Center (1992年)
- Phantasmagoria (1992年)
- Loud Sounds Dopa / Live In U.S.A. (1993年)
- Amplified Crystal (1993年)
- Amplified Crystal II (1993年) - C.C.C.C. ／ソロとして。
- Community Center Cyber Crash / Live In Pittsburgh  (1994年)
- Gnosis (1994年)
- Flash (1996年)
- Love & Noise (1996年)
- The Beauty Of Pollution (1996年)  - Jalopaz、Alchemy Of The 20th Centuryと。
- Rocket Shrine (1997年)
- Untitled (1997年)  - Nocturnal Emissionsと。
- Early Works (2007年)
- Black Light / Black Heat (2009年)
- Chaos Is The Cosmos (2007年)

### ソロ
- アカシック・レコード = Akashic Records (2014年）
- Lunisolar (2018年)
- Split (2021年) - Controlled Deathと。

## フィルモグラフィー
- 性愛占星術 SEX味くらべ（1978年） - フィフィ役。
- 13人連続暴行魔 (1978年) - 盲目の少女役。山下エミ名義。
- エロチックな関係 (1978年) - 少女Ａ役。
- 走れトマト にっぽん横断300キロ (1978年)
- 赤塚不二夫のギャグ・ポルノ 気分を出してもう一度 (1979年) - 原田幸子役。
- 愛欲の標的 (1979年)
- 密写！緊縛拷問 (1979年) - 主演。
- 官能テクニック 唇・舌・指 (1979年) - 主演。
- 団地妻を縛る (1980年)
- 激撮! 日本の緊縛 (1980年) - 主演。岡村早苗・その娘・その孫娘ヒロコ役（３役）。

### 舞台
- リボン・惑星・涙の木 (1989年)